# Château de Kirchberg
Le château de Kirchberg est une ancienne résidence des princes de Hohenlohe-Kirchberg, branche protestante de la famille Hohenlohe, qui se trouve à Kirchberg an der Jagst dans le Bade-Wurtemberg, autrefois capitale de la principauté de Hohenlohe-Kirchberg.

## Histoire
C'est en 1240 qu'est érigé un premier château fort avec une chapelle. Les premiers documents écrits datent de 1265 et signalent que Raben de Kirchberg, de la famille des comtes de Sulz, en est le fondateur. Les seigneurs de Kirchberg étaient vraisemblablement au service des comtes de Flügelau. Kirchberg entre en 1398 dans les domaines des villes libres de Rothenburg, de Dinkelsbühl et de Hall-de-Souabe et accède au rang de ville.
Le comte Louis-Casimir de Hohenlohe-Neuenstein achète le château et la ville en 1562. Cette région est passée au protestantisme luthérien. Le château-fort est transformé en château Renaissance de 1590 et 1597. Le château se présente désormais avec quatre corps de bâtiment. Restent du Moyen Âge les fossés du château, les fondations, une haute tour érigée au nord en 1500. Le comte Joachim-Albert de Hohenlohe-Neuenstein en fait sa résidence en 1650 et réaménage encore le château. Kirchberg passe aux Hohenlohe-Langenbourg en 1675, et de 1699 à 1861 (extinction de la branche) est la résidence des Hohenlohe-Kirchberg.
Leopoldo Retti (de) est l'architecte qui reconstruit le château de 1738 à 1745 sur commande du comte Charles-Auguste de Hohenlohe-Kirchberg. Le bâtiment des Veuves est transformé en siège du bourgmestre (Rathaus) en 1800 et d'autres parties en bâtiments administratifs.
L'intérieur du château comprend un cabinet de curiosités, une salle rococo (ancienne salle des chevaliers), avec des fresques de Joachim Georg Creutzfelder (de). Les fresques originales, ainsi que d'autres objets d'art, se trouvent aujourd'hui au musée du château de Neuenstein, appartenant à la famille Hohenlohe.
Le château, appartenant à la famille Hohenlohe-Kirchberg, est habité jusqu'en 1861, date à laquelle la branche s'éteint. Il passe aux Hohenlohe-Öhringen, installés à Öhringen et le château de Kirchberg devient un musée jusqu'en 1945, avec une partie servant de pavillon de chasse des princes et de maison du forestier. Ces parties du château sont transformées en école en 1964. Le reste devient une maison de retraite après la guerre après avoir à la fin de la Seconde Guerre mondiale servi aux réfugiés allemands chassés des anciennes parties du Reich à l'est.
Le château appartient depuis 1952 à l'Église évangélique luthérienne allemande au travers de sa fondation Evangelische Heimstiftung chargée de maisons de retraite et de soins pour les personnes âgées. Le parc est libre d'accès.